# Henri de Vic
Henri de Vic (fl. XIV secolo) è stato un orologiaio francese attivo a Parigi nella seconda metà del XIV secolo.

## Biografia
Nel 1370, il re di Francia, Carlo V, lo chiamò dalla Lorena e gli assegnò sei soldi parigini al giorno per realizzare l'orologio da inserire nella torre omonima del Palais de la Cité a Parigi, nonché quello del castello di Montargis.